# Tom Homan
Thomas Douglas Homan (West Carthage, 28 de novembro de 1961) é um policial e comentarista político americano que atuou como diretor interino do Serviço de Imigração e Alfândega dos EUA (ICE) de 30 de janeiro de 2017 a 29 de junho de 2018. Em novembro de 2024, Donald Trump anunciou que Homan atuará como "czar da fronteira [en]" em seu segundo mandato.
Homan defende a deportação de imigrantes ilegais e se opõe às políticas de cidades-santuário. Dentro do governo, ele foi um dos defensores mais contundentes da separação de crianças de seus pais como forma de desencorajar a entrada ilegal no país. Após 2018, começou a contribuir como comentarista para a Fox News. Homan ingressou na Heritage Foundation em fevereiro de 2022 e se tornou um colaborador do Projeto 2025.
Em novembro de 2024, Donald Trump anunciou que Homan servirá como "czar da fronteira" durante o segundo governo de Trump.

## Início da vida e carreira
Homan nasceu em West Carthage, Nova Iorque, em uma católica romana. Seu pai e seu avô eram policiais de West Carthage. EEle obteve um diploma de associado em justiça criminal pelo Jefferson Community College e um bacharelado em justiça criminal pelo SUNY Polytechnic Institute. Em 1983, ele também se tornou um policial de West Carthage.

## Carreira no governo federal
Em 1984, Homan ingressou no que era então chamado de Serviço de Imigração e Naturalização, atuando como agente da Patrulha de Fronteira, investigador e supervisor.
Ele foi nomeado pelo presidente Barack Obama como diretor executivo associado de operações de fiscalização e remoção do Serviço de Imigração e Controle de Alfândega (ICE) em 2013.
Em 2014, sob o governo Obama, Homan começou a argumentar que a separação de crianças de seus cuidadores seria um meio eficaz de desencorajar a travessia ilegal da fronteira. A jornalista Caitlin Dickerson o descreve como o "pai intelectual" da tal política, que ele delineou anos antes de ser adotada pelo governo Trump. “A maioria dos pais não querem ser separados [de seus filhos]”, disse Homan a Dickerson. Ele argumentou que esse fato tornava a separação uma ferramenta eficaz para a aplicação da lei da imigração: "Eu estaria mentindo para você se não achasse que isso teria um efeito."
Em 2015, o presidente Obama lhe concedeu um Prêmio de Classificação Presidencial como Executivo de Destaque. Um artigo do Washington Post na época declarou: "Thomas Homan deporta pessoas. E ele é muito bom nisso".

### Diretor interino do ICE (2017–2018)
Em 30 de janeiro de 2017, o presidente Donald Trump rebaixou o diretor interino do ICE, Daniel Ragsdale, para o cargo de diretor-adjunto, posição que Ragsdale já ocupava desde maio de 2012, e nomeou Homan como diretor interino.
Em maio de 2017, Homan anunciou que o ICE havia prendido 41 319 pessoas entre o dia da posse e o final de abril, um aumento de 38% em relação ao mesmo período do ano anterior. No mês seguinte, Homan disse que os imigrantes ilegais “deveriam ter medo”. Ele negou ter dito que “os estrangeiros cometem mais crimes do que os cidadãos dos EUA”.
Em 14 de novembro de 2017, Trump nomeou Homan para o cargo de Diretor do ICE.
Em fevereiro de 2018, Homan disse que os políticos que apoiam as políticas de cidades-santuário deveriam ser processados por crimes. Em abril de 2018, ele e Kevin McAleenan aconselharam formalmente a Secretária de Segurança Interna, Kirstjen Nielsen, a implementar a política de "tolerância zero" do governo Trump em relação à imigração, incluindo a condenação de pais e a separação de crianças de suas famílias. Homan participou de uma coletiva de imprensa em maio de 2018, anunciando que a política estava entrando em vigor. Em 5 de junho de 2018, Homan participou de uma discussão com o diretor de políticas do Centro de Estudos de Imigração, onde defendeu a separação de crianças de seus pais.
Homan se aposentou de seu cargo como diretor interino do ICE em junho de 2018.

## Entre as administrações Trump (2018–2024)
Após 2018, Homan passou a contribuir como comentarista para a Fox News.
Em julho de 2019, Homan testemunhou perante o Comitê de Supervisão da Câmara dos Deputados sobre a política de separação de famílias do governo Trump. Ele declarou que um terço de todas as mulheres que cruzam a fronteira são estupradas e que ignorar a situação na fronteira resultaria em um aumento da mortalidade infantil. Ele também contou suas experiências que o motivaram a adotar uma postura rígida em relação à imigração: "Chego lá, estou andando no fundo de um caminhão-baú com 19 imigrantes mortos aos meus pés, incluindo um menininho de cinco anos que sufocou no fundo daquele caminhão-baú. Eu tinha um filho de cinco anos na época. Não dormi por três dias."
Em 25 de fevereiro de 2022, Homan foi escalado como palestrante principal da America First Political Action Conference — uma conferência nacionalista branca de extrema-direita — realizada perto de Orlando, Flórida, mas saiu antes do início da conferência depois de descobrir que o fundador Nick Fuentes havia elogiado o presidente russo Vladimir Putin pela invasão da Ucrânia.
Homan juntou-se à Heritage Foundation em fevereiro de 2022 e tornou-se um colaborador doProjeto 2025, que propõe prisões em massa, detenções e deportações de imigrantes ilegais em todo o país, embora o seu nome não esteja listado em nenhum capítulo específico ou ideias políticas.
Em novembro de 2022, Homan lançou um projeto focado na fronteira chamado "Defend the Border and Save Lives" (Defenda a Fronteira e Salve Vidas) em colaboração com o United West, um grupo anti-muçulmano designado pelo Southern Poverty Law Center como grupo de ódio. O projeto, que compartilha funcionários e um endereço com o United West, realizou um evento de arrecadação de fundos no Mar-a-Lago naquele mês, e foi criticado por promover uma retórica inflamatória sobre imigração e muçulmanos.
Em uma reunião da National Conservatism Conference em julho de 2024, Homan disse: "Se Trump voltar em janeiro, eu estarei logo atrás dele, e comandarei a maior força de deportação que este país já viu. Eles ainda não viram nada. Esperem até 2025". Em 17 de julho, na Convenção Nacional Republicana de 2024, Homan chamou as políticas de imigração de Biden de "suicídio nacional" e disse para "milhões de imigrantes ilegais" começarem a "fazer as malas". Homan afirmou que os cartéis de drogas seriam designados como organizações terroristas e que Donald Trump "os apagaria da face da terra".

## Segundo governo Trump (2025–presente)
O presidente eleito Donald Trump anunciou m 10 de novembro de 2024 que Homan se juntará à nova administração, ocupando o cargo de czar da fronteira, afirmando que "Homan ficará encarregado de toda a deportação de imigrantes ilegais de volta aos seus países de origem". Trump planeja usar a Alien Enemies Act de 1798 em seus esforços para deportar imigrantes ilegais.